# Chersotis baloghi
Chersotis baloghi là một loài bướm đêm trong họ Noctuidae.